# Djaniny
Jorge Djaniny Tavares Semedo (Santa Cruz, Zelenortski otoci, 21. ožujka 1991.), poznat i kao Djaniny, je zelenortski nogometaš koji kao napadač trenutno igra za saudijski Al-Ahli.

## Karijera

### Klupska karijera
Igrač je u dobi od 18 godina otišao u Portugal na studij obnovljivih izvora energije te je nastupao za regionalni klub G.D. Velense s Azorskog otočja.
Nakon postignutih 50 golova za klub u dvije sezone, Djaniny 18. srpnja 2011. prelazi u redove prvoligaša U.D. Leirije s kojom potpisuje trogodišnji ugovor. Službeni debi za novi klub imao je 21. kolovoza u gostujućem 2:1 porazu od Paços de Ferreire gdje je odigrao cijeli susret.
30. listopada 2011. igrač zabija prvi gol za Leiriju (što je ujedno i prvi profesionalni gol) u domaćoj 2:0 pobjedi protiv Vitórije Setúbal. U sljedećoj utakmici protiv Sporting Lisabona (3:1 poraz) Djaniny je zabio svoj drugi gol.
U siječnju 2012. zelenortski nogometaš s Benficom dogovara uvjete prelaska u lisabonski klub za koji u konačnici potpisuje te postaje član rezervne momčadi za natjecateljsku sezonu 2012./13.
31. kolovoza 2012. Djaniny odlazi na jednogodišnju posudbu u Olhanense dok je istekom posudbenog roka razvrgnuo ugovor s Benficom te prešao u C.D. Nacional za koji je također igrao svega jednu sezonu. Za momčad iz Madeire zabija ukupno osam golova (sedam u prvenstvu i jedan u liga kupu) nakon čega seli u Meksiko.
Ondje 24. lipnja 2014. potpisuje za Santos Lagunu te se pridružuje bivšem treneru Pedru Caixinhi koji ga je trenirao u Leiriji. Tijekom četiri godine igranja za klub, Djaniny je sa Santosom osvojio dva nacionalna prvenstva i kup dok je u posljednjoj sezoni (2018.) bio najbolji strijelac lige (prvi Afrikanac u povijesti) te je uvršten u idealnu momčad prvenstva.
Igrač nakon Santosa, svoju karijeru nastavlja u Aziji gdje potpisuje za saudijski Al-Ahli četverogodišnji ugovor.

### Reprezentativna karijera
Djaniny je svoj prvi poziv u zelenortsku reprezentaciju primio krajem 2011. dok je u lipnju sljedeće godine zabio prvi gol u kvalifikacijama za Afrički Kup nacija 2013. protiv Madagaskara.

#### Pogodci za reprezentaciju
| #  | Datum            | Mjesto                   | Protivnik            | Pogodak | Rezultat | Natjecanje                                |
| -- | ---------------- | ------------------------ | -------------------- | ------- | -------- | ----------------------------------------- |
| 1. | 16. lipnja 2012. | Praia, Zelenortski Otoci | Madagaskar           | 2 : 0   | 3 : 1    | Kvalifikacije za Afrički Kup nacija 2013  |
| 2. | 8. rujna 2012.   | Praia, Zelenortski Otoci | Kamerun              | 2 : 0   | 2 : 0    | Kvalifikacije za Afrički Kup nacija 2013. |
| 3. | 13. lipnja 2015. | Praia, Zelenortski Otoci | Sveti Toma i Princip | 1 : 0   | 7 : 1    | Kvalifikacije za Afrički Kup nacija 2017. |
| 4. | 13. lipnja 2015. | Praia, Zelenortski Otoci | Sveti Toma i Princip | 6 : 1   | 7 : 1    | Kvalifikacije za Afrički Kup nacija 2017. |
| 5. | 9. rujna 2018.   | Maseru, Lesoto           | Lesoto               | 1 : 1   | 1 : 1    | Kvalifikacije za Afrički Kup nacija 2019. |

## Osvojeni trofeji

### Klupski trofeji
| Klub          | Trofej               | Sezona / godina |
| Meksiko       | Meksiko              | Meksiko         |
| ------------- | -------------------- | --------------- |
| Santos Laguna | Meksičko prvenstvo   | 2015., 2018.    |
| Santos Laguna | Meksički kup         | 2014.           |
| Santos Laguna | Campeón de Campeones | 2015.           |

### Individualni trofeji
| Trofej                                 | Godina         |
| -------------------------------------- | -------------- |
| Najbolji strijelac meksičkog prvenstva | 2015., 2018.   |
| Najbolja momčad meksičkog prvenstva    | 2018.          |
| Igrač mjeseca saudijskog prvenstva     | siječanj 2019. |

## Vanjske poveznice
- Profil i statistika igrača na Footballzz.com
- Djaninyjev profil na National Football Teams.com
- Statistika igrača na Foradejogo.net  Arhivirana inačica izvorne stranice od 12. kolovoza 2014. (Wayback Machine)